# St. Helena, Ascension und Tristan da Cunha

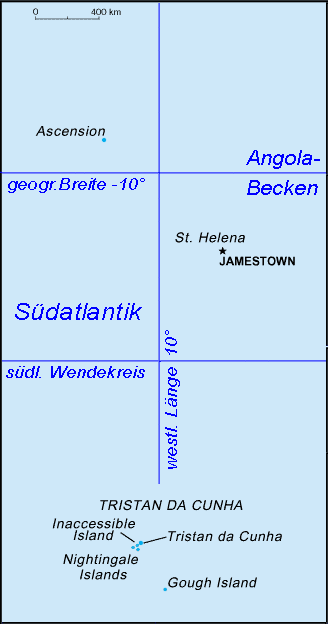
Karte des Überseeterritoriums St. Helena

St. Helena, Ascension und Tristan da Cunha (englisch St Helena, Ascension and Tristan da Cunha) ist ein Britisches Überseegebiet im südlichen Atlantischen Ozean. Bis zum Inkrafttreten der neuen Verfassung am 1. September 2009 hieß das Gebiet St. Helena und Nebengebiete (englisch Saint Helena and Dependencies).

## Geographie
Das Territorium besteht aus der Insel St. Helena, der nordwestlich von ihr gelegenen Insel Ascension sowie der weit südsüdwestlich von ihr gelegenen Inselgruppe Tristan da Cunha. Die neue Verfassung gab diesen drei Teilen gleichen Status innerhalb des Territoriums. Das Überseegebiet hat eine Fläche von 391 km² und eine Bevölkerung von 5633 Einwohnern.

### Geographische und geopolitische Zuordnung
Die Inseln liegen im Südatlantik in unmittelbarer Nähe des Mittelatlantischen Rückens. St. Helena und die Inselgruppe Tristan da Cunha liegen auf der Afrikanischen Platte, Ascension hingegen etwa 80 Kilometer westlich des Zentralgrabens des Mittelatlantischen Rückens auf der Südamerikanischen Platte. Politisch zählt das Gebiet aufgrund der Zugehörigkeit zum Vereinigten Königreich zu Europa, wirtschaftlich ist es stark von Südafrika abhängig. Laut den Vereinten Nationen ist St. Helena der Region Westafrika zugehörig. Die Afrikanische Union sieht die Inseln als Teil Afrikas an.

### Klima
Die Klimata der drei Teile des Überseegebietes müssen getrennt betrachtet werden, da sie sich stark unterscheiden.
Auf St. Helena herrscht ein gemäßigtes feuchtes Klima mit wenig ausgeprägten Jahreszeiten. Niederschlag kann in allen Monaten, mit Höhepunkten im Herbst und Winter, fallen. Die Temperaturen sinken selten unter 17 Grad Celsius am Tag und 13 Grad in der Nacht und übersteigen selten 23 Grad. Die Luftfeuchtigkeit liegt das ganze Jahr hindurch bei mehr als 80 Prozent.
Auf Ascension ist das Klima warm bis heiß und trocken. Niederschläge fallen kaum, die monatlichen Durchschnittstemperaturen liegen über das ganze Jahr zwischen 24 und 28 Grad Celsius.
Tristan da Cunha ist von einem sehr feuchten und kühlen Wetter geprägt. Die Niederschläge liegen im Jahresmittel bei mehr als 1600 Millimeter, durchschnittlich regnet es das ganze Jahr über an zwei von drei Tagen. Die Temperaturen übersteigen selten 20 Grad.
| Teilgebiet       | Max. Temperatur °C | Min. Temperatur °C | Niederschlag mm (pro Monat) | Sonnenstunden (Stunden/Tag) | Regentage (pro Monat) | Luftfeuchtigkeit % |
| ---------------- | ------------------ | ------------------ | --------------------------- | --------------------------- | --------------------- | ------------------ |
| St. Helena       | 17,4–22,4          | 13,0–17,5          | 25–83                       | 1,9–6,3                     | 4–14                  | 82–86              |
| Ascension        | 28,0–31,0          | 22,0–24,0          | 3–28                        | 5,0–9,0                     | 1–4                   | 67–70              |
| Tristan da Cunha | 14,0–21,0          | 10,0–17,0          | 93–175                      | 3,30–5,08                   | 16–26                 | 75–80              |

## Geschichte
Alle drei Inselgebiete hatten aufgrund ihrer Abgeschiedenheit nie eine indigene Bevölkerung und blieben bis ins 16. Jahrhundert unbewohnt. Vermutlich im Mai 1501 wurde die Insel Ascension vom galicischen Seefahrer João da Nova entdeckt, der rund ein Jahr später auch die Insel St. Helena entdeckte. Die südlichste Inselgruppe des Territoriums wurde im März 1506 vom portugiesischen Seefahrer Tristão da Cunha entdeckt und nach ihm selbst benannt.
1815 wählte die britische Regierung die Insel St. Helena als Verbannungsort Napoleons aus, der im Oktober 1815 deportiert wurde und bis zu seinem Tod am 5. Mai 1821 in Longwood residierte. Während dieser Zeit, am 14. August 1816, wurde auch Tristan da Cunha von Großbritannien offiziell annektiert, nachdem zuvor schon Ascension besetzt und zu einer Festung ausgebaut worden war. 1834 wurde St. Helena eine britische Kronkolonie, 1981 ein „Britisches abhängiges Gebiet“ und 2002 schließlich, basierend auf dem British Overseas Territories Act 2002, ein „Britisches Überseegebiet“. Seit 1946 steht das Territorium auf der UN-Liste der Hoheitsgebiete ohne Selbstregierung.

## Flaggen und Wappen

### Flaggen
Bis 2009 (inoffiziell teilweise auch heute noch) wurde die Flagge St. Helenas für alle drei Teilgebiete verwendet. Da St. Helena, Ascension und Tristan da Cunha, die jeweils eigene Flaggen haben, seit 2009 gleichberechtigt Teile des Überseegebiets sind, gibt es seitdem keine eigene Flagge für das gesamte Überseegebiet; stattdessen wird der Union Jack für alle offiziellen Zwecke genutzt.

Flagge St. Helenas
Flagge Ascensions
Flagge Tristan da Cunhas

### Wappen
St. Helena, Ascension und Tristan da Cunha führen gemeinsam das Wappen von St. Helena; zudem haben die Teilgebiete Ascension und Tristan da Cunha noch eigene Wappen. Das Wappen des Vereinigten Königreichs, insbesondere die von der britischen Regierung verwendete Version, ist das einzige Wappen, das im gesamten Gebiet offiziellen Status hat.

Wappen St. Helenas
Wappen Ascensions
Wappen Tristan da Cunhas

## Politik
Die drei Teile von St. Helena, Ascension und Tristan da Cunha werden faktisch – durch den Gouverneur – von St. Helena aus verwaltet. Die Verfassung sieht jedoch eine gleichberechtigte Selbstverwaltung der drei Teilgebiete St. Helena, Ascension und Tristan da Cunha vor und behandelt deshalb jedes dieser Teilgebiete in einem eigenen Kapitel.

### St. Helena
Kapitel 1 der Verfassung von St. Helena, Ascension und Tristan da Cunha befasst sich mit der Verwaltung der Insel St. Helena. Mit der Wahl auf St. Helena 2021 wurde das Überseegebiet auf ein Ministerialsystem mit einem Chief Minister und vier Fachministern umgestellt.

#### Legislative
St. Helena hat, basierend auf der Verfassung von 2009, eine Einkammer-Legislative (englisch Legislative Council) mit 15 Abgeordneten: dem zwölf durch spätestens alle vier Jahre stattfindende Wahlen bestimmte Abgeordnete sowie drei (nicht stimmberechtigten) ex officio-Mitglieder. Sprecher (englisch speaker) und Stellvertretender Sprecher (englisch deputy speaker) werden von den gewählten Abgeordneten gewählt; sie dürfen nicht aus deren Reihen kommen, müssen aber für ihre Wählbarkeit dieselben Voraussetzungen erfüllen (Kapitel 1, Abschnitt 5, Absatz 55). Außerdem ist der britische Monarch Teil der Legislative (Kapitel 1, Abschnitt 5, Absatz 47).

#### Exekutive

Flagge des Gouverneurs von St. Helena

Die Exekutiv-Gewalt geht vom britischen Monarchen aus. Dieser wird von dem von ihm ernannten Gouverneur vertreten. Gouverneur von St. Helena ist seit August 2022 Nigel Phillips, der zuvor Gouverneur auf den Falklandinseln war. Der Gouverneur residiert im Plantation House.
bis 2021
Fünf der acht Mitglieder der Regierung (englisch Executive Council) werden aus den gewählten Mitgliedern der Legislative für jeweils zwei Jahre gewählt (Kapitel 1, Abschnitt 4, Absatz 36). Drei weitere Mitglieder sind ex officio. Zudem kann der Gouverneur eine andere Person als vorübergehende Vertretung für ein verhindertes Mitglied ernennen.
seit Oktober 2021
Der Exekutivrat besteht im neuen Ministerialsystem aus einem Chief Minister (Premierminister), vier Fachministern und dem nicht stimmberechtigten Attorney General. Der Exekutivrat wird vom Gouverneur geleitet.

#### Judikative
St. Helena verfügt laut Verfassung über ein oberstes Gericht (englisch Supreme Court) und Berufungsgericht (englisch Court of Appeal). Untergeordnete Gerichte können durch Verordnung eingerichtet werden.

### Ascension und Tristan da Cunha

Flagge des Administrators von Tristan da Cunha

Der Gouverneur von St. Helena ist auch der Gouverneur von Ascension und Tristan da Cunha. Die Legislative und Exekutive auf beiden Inseln bildet jeweils ein auf drei Jahre direkt gewählter Inselrat (englisch Island Council), der individuell durch Gesetze erlassene Rechte hat. Die jeweilige Legislative der beiden Inseln wird durch den Gouverneur und den Inselrat gebildet. Die Judikative wird durch die Gerichte von St. Helena wahrgenommen. (Kapitel 2 und 3, jeweils Abschnitte 3 bis 6) Der Verwaltung der beiden Teilgebiete steht jeweils ein vom Mutterland ernannter Verwalter (englisch Administrator) vor.

## Verwaltungsgliederung
Das Territorium besteht aus drei gleichberechtigten Teilen. Jeder Teil verfügt über eine eigene Verwaltung. Jamestown ist faktisch die Hauptstadt des gesamten Überseegebietes, da hier der Gouverneur seinen Sitz hat.
| Einheit          | Fläche (km²) | Bevölkerung | Einw. je km² | Verwaltungssitz             | Legislative               | Exekutive                        | Judikative              |
| ---------------- | ------------ | ----------- | ------------ | --------------------------- | ------------------------- | -------------------------------- | ----------------------- |
| St. Helena       | 123          | 4534 (2016) | 36,9         | Jamestown                   | Legislative Council       | Britischer Monarch Gouverneur    | Supreme Court           |
| Ascension        | 88           | 773 (2023)  | 08,8         | Georgetown                  | Island Council Gouverneur | Britischer Monarch Administrator | Gerichte von St. Helena |
| Tristan da Cunha | 180          | 259 (2023)  | 01,4         | Edinburgh of the Seven Seas | Island Council Gouverneur | Britischer Monarch Administrator | Gerichte von St. Helena |
| Gesamt           | 391          | 5633 (2016) | 14,4         | Jamestown (de facto)        | Legislative Council       | Britischer Monarch Gouverneur    | Supreme Court           |

Das Gebiet St. Helena wird weiter in acht Distrikte untergliedert.

## Bevölkerung
Das Überseegebiet wird von 5633 Menschen (Stand 2016) bewohnt. Dies entspricht einer Bevölkerungsdichte von 14 Personen pro Quadratkilometer. Auf St. Helena entfallen hierbei etwa 4500 Menschen (37 je km²), auf Ascension 806 (9 pro km²) und auf Tristan da Cunha knapp 300 (1,6 je km²). Die meisten Einwohner sind britischen Ursprungs. Auf St. Helena gibt es Minderheiten an Chinesen (als Wanderarbeiter um 1810 eingewandert) sowie Nachkommen von Arbeitern, die überwiegend aus Madagaskar um 1840 eingewandert sind.
Eine indigene Bevölkerung gab es nie.

## Wirtschaft
Finanziell ist das Gebiet wesentlich auf die Unterstützung Großbritanniens angewiesen. Die Finanzhilfen des Mutterlands (Grant-in-Aid) decken ungefähr 60 % des gesamten Budgets von rund 36 Mio. Pfund Sterling (Stand 2016/17) und übersteigen regelmäßig bei weitem die eigenen Einnahmen des Überseegebiets. Hinzu kommt weitere erhebliche Unterstützung in Form von Entwicklungshilfe und technischer Zusammenarbeit.
Das Bruttoinlandsprodukt beträgt etwa 15,9 Mio. Pfund (Stand 2009/10). Die Arbeitslosenquote ist seit der Jahrtausendwende stark rückläufig und lag 2009/10 bei 2 Prozent (1998/99: 15,4 Prozent).
Hauptwirtschaftszweige sind Fischfang und -verarbeitung, Hummerfang, Landwirtschaft sowie Tourismus inklusive des Verkaufs von Briefmarken.
Währung
Die Inseln Ascension und St. Helena verwenden als Währung das St.-Helena-Pfund (ISO 4217-Code SHP). Dieses ist eine formal eigenständige Währung mit eigenem Bargeld. Sie steht jedoch zum britischen Pfund in Wechselkursparität.
Auf Tristan da Cunha, das ebenfalls zu dem Überseegebiet gehört, wird allerdings das Pfund Sterling verwendet. Die dortigen Inselbewohner betrieben ursprünglich vorwiegend Tauschhandel. Nachdem die gesamte Bevölkerung von 1961 bis 1963 wegen eines Vulkanausbruchs nach Großbritannien evakuiert werden musste, wurde bei deren Rückkehr die Währung des Mutterlands auf Tristan da Cunha eingeführt.